# Tangjeong (métro de Séoul)
Tangjeong (en coréen : 탕정역) est une station de la ligne Janghang, et de la ligne 1 du métro de Séoul. Elle est située sur le territoire de la ville d'Asan, au sud de Séoul, dans la province de Gyeonggi en Corée du Sud.

## Situation sur le réseau

Plan du réseau (2023)

La station en surface Tangjeong est établie au point kilométrique (pk) ? de la ligne Janghang. C'est une station de passage et de correspondance de la ligne 1 du métro de Séoul, entre la station Asan en direction du terminus Cheongnyangni, et la station Baebang, en direction du terminus Sinchang. 

## Histoire
Station de la ligne 1 du métro de Séoul, Tangjeong est mise en service le 30 octobre 2021.

## Services aux voyageurs

### Desserte

Installations
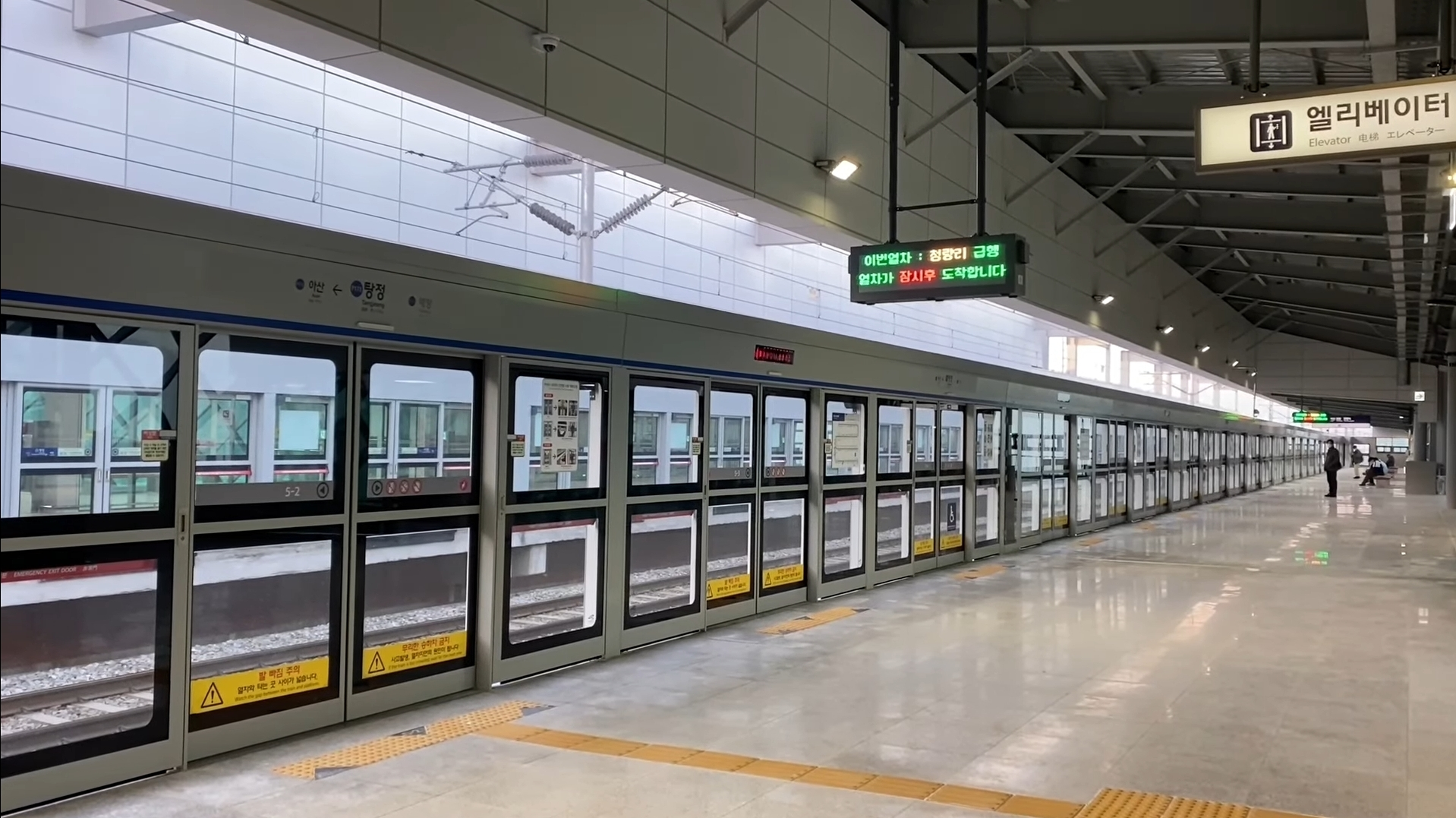
2021.
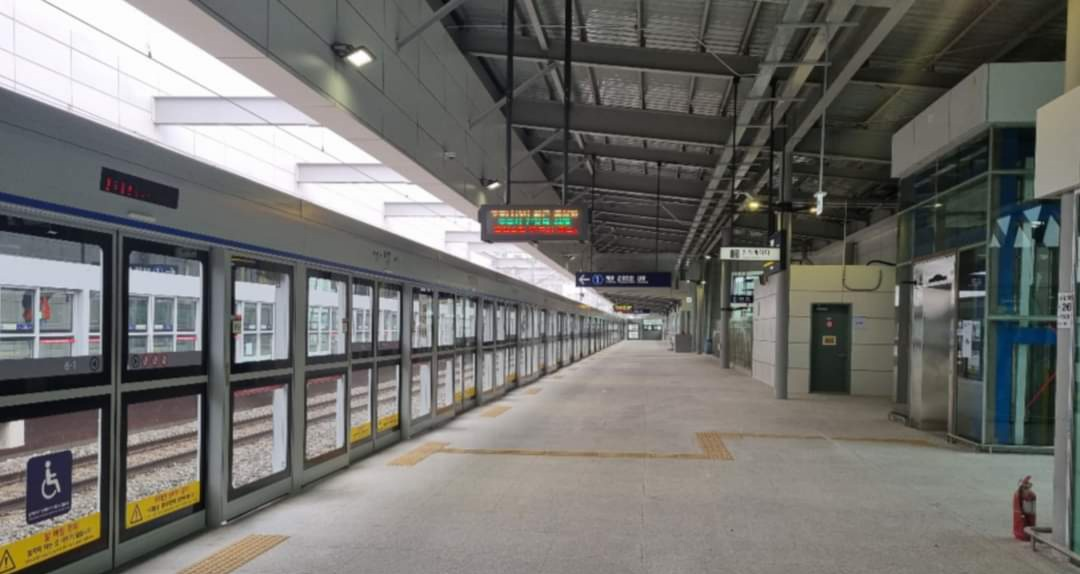
2021.